# Roézé-sur-Sarthe
Roézé-sur-Sarthe é uma comuna francesa na região administrativa do País do Loire, no departamento de Sarthe. Estende-se por uma área de 26.46 km². Em 2010 a comuna tinha 2 689 habitantes (densidade: 101,6 hab./km²).